# Dick Schnittker
Richard D. „Dick” Schnittker (ur. 27 maja 1928 na wyspie Kelleys Island, zm. 12 stycznia 2020 w Green Valley) – amerykański koszykarz występujący na pozycji silnego skrzydłowego, dwukrotny mistrz NBA z Minneapolis Lakers.

## Osiągnięcia
Na podstawie, o ile nie zaznaczono inaczej.
NCAA
- 3. miejsce podczas turnieju NCAA (1950)
- Zaliczony do:
  - I składu All-American (1950)
  - III składu All-American (1949 przez Associated Press, United Press International)

Drużynowe
- 2-krotny mistrz NBA (1953, 1954)